# أولاد سيدي إبراهيم (برج بوعريريج)
أولاد سيدي اٍبراهيم هي بلدية بولاية برج بوعريريج.

## تعريف المنطقة
جغرافيا البلدة تربتها صخرية وحجرية وتتميز بمناخ جاف، تقع في أقص غرب ولاية برج بوعريريج بمسافة 70 كلم عن عاصمة الولايــة. ثقافيا فهي تقع في أقصى الحدود الشرقية للمنطقة الناطقة باللغة الأمازيغية. عرفت منذ العصور الأولى باسم ثاٌقورث – الباب (الجمع ثيقورة- الأبواب) وبالفعل يوجد بابين إثنين (02) بالسلسلة الجبلية:
1.	الباب الصغيرة -ثاقورث ثامزيانت-
2.	الباب الكبيرة –ثاقورث ثاموقرانت-
وتعرف السلسلة الجبلية في النطق العربي باسم البيبان Biban)) وبالصيغة الفرنسية Les Bibans – وأطلق على البابين المذكورين اسم –Les Portes de Fer – لوجود مناجم الحديد وهو أغلب الاعتقاد في العصر الروماني. والصيغة أو التسمية قديمة جدا (Le Mons Ferratus) في اللغة اللاتينية، أطلقت على كل جبال المنطقة والممتدة إلى الجنوب من جبال جرجرة بما فيه بيبان الحديد .

## ظروف اختيار المنطقة
تتمتع منطقة أبواب الحديد وتتميز بوضع استراتيجي في غاية من الأهمية وتعد ممرا حيويا عبر السلسلة الجبلية ؛من السهول والهضاب ومن الداخل إلى الخارج ومن المركز باتجاه المحيط.
كما تعد مكانا طبيعيا وفاصلا لحدود ثقافية قائمة بذاتها بحيث بمجرد عبور هذه الأبواب لمسافة خمسة(05) كيلومترات ابتداء من القرية باتجاهات الشرق والجنوب يبدأ عالم أخر Le Monde Arabobhone)) ناطق باللغة العربية – أولاد علي – بلدية المهير.
كما تعتبر منطقة أبواب الحديد حقيقة قائمة بذاتها، حيث لعبت دورا كبيرا ومميزا في حياة السكان المحليين بوصفها ملاذا آمنا لهم للاحتماء من الغزاة وصد هجمات الأعداء منذ القدم من جهة، كما كانت مصدرا اقتصاديا مهما لما تدره عليهم من أموال مقابل مرور الأجانب، بما فيهم الحكم المركزي القائم (الحكومة التركية بالجزائر) من جهــة أخرى.
هذا ما يجعل اختيار الاستقرار بهذه المنطقة سليما ومدروسا من كل الجوانب الأمنية ومراعات الامتيازات الاقتصادية المذكورة من قبل الولي الصالح سيدي إبراهيم – بوبكر- في القرن الرابع عشر(14) للميــلاد.
هكذا تجمع ذويه مع عناصر أخرى أتت من مختلف الجهات والمناطق المجاورة للاندماج وشكلوا جميعا التجمع السكاني المختلط لأولاد سيدي إبراهيم، بحيث يصعب اليوم على أبناء المنطقة معرفة أصولهم القديمة وأجدادهم وأسلافهم بكل دقة. (انظر التفصيلات في 4-تشكيل التجمع السكاني)

## العصر الحديث
قاوم سكان المنطقة الوجود الأجنبي منذ القدم لا سيما التركي منه والغزو الفرنسي كغيرهم من الجزائريين بكل عزم وإثبات وعرفوا مسبقا أن هذا الدخيل سوف يسلبهم الحرية والسيادة والامتيازات المختلفة، إلى أن اجبروا وأرغموا على تقديم عرضهم مؤقتا لقوى الاحتلال والاستيطان وتم ذلك سنة: 1839 م، لكن بعد مرور مدة اثنين وثلاثين (32) سنة على ذلك أي بحلول سنة: 1871م قرروا العصيان والتمرد (حسب الوصف الكولونيالي) والانضمام إلى الثورة الشعبية التي تزعمها روحيا الشيخ الحداد وقادها عسكريا البطل محمد المقراني، ودفعوا ثمن ذلك غاليا بتعرضهم إلى القمع ووقوع ممتلكاتهم تحت طائلة الحجز الجماعي، ثم استبدل ذلك باتخاذ إجراءات دفع التعويضات الجائرة (نقدا وعدا) من قبل قوات الاحتلال والاستطان، بعد ذلك.
كما اتخذت مختلف قوى الاستطان والاحتلال إجراءات تهدف في الصميم والعمق إلى الإخلال بالطابع التقليدي للتجمع السكاني وتقسيم وتقطيع نسيجه الاجتماعي وتم اقتطاع ثلثين (2/3) من مساحة الإقليم ونسبة معتبرة من السكان ولم يحتفظ سوى بالقرية المركزية سيدي إبراهيم وبعض التجمعات الصغيرة المحيطة بها كتيزي قشوشن، بينما ألحقت المجموعات السكانية: متشيك، سيدي اعلي أو يحي، آزرو أو قلال، اث أو دحمان وأث ميرة بولايتين مختلفتين بجاية، البويرة.
ابتداء من سنوات ؛ 1936م- 1950م، عايش المجتمع الجزائري بصفة عامة والتجمع السكاني لأولاد سيدي إبراهيم بصفة خاصة، بعض الأحداث والمحطات التاريخية المهمة لا سيما تطور الحركة الإصلاحية للعلماء، نمو النشاط السياسي المكثف والحاسم للأحزاب الوطنية، قيام حزب الشعب بفرنسا والذي انعكس صداه بالجزائر، بعد عرض مشروع بلوم- فيوليت Blum – Violette))، المؤتمر الإسلامي سنة: 1936م الذي شهد تدخل العلماء بصفة مباشرة في القضية الوطنية أحداث الحرب العالمية الثانية التي شهدت المساهمة الجزائرية المعتبرة واستعادة شعوب العالم الثالث للصحوة وأخيرا أحداث: 08 ماي 1945م بمناطق سطيف، قالمة وخراطة، الأحداث التي شارك فيها أولاد سيدي إبراهيم، مباشرة والتي ارتبطت بنتائج ما بعد الحرب .

## تشكيل التجمع السكاني
- شكل أولاد سيدي إبراهيم تجمعا يمكن تسميته بطريقة أكثر ملائمة تجمعا سكانيا يعتمد نظاما قبليا بالقرية التي لا تبعد كثيرا عن منطقة أبواب الحديد وهي ممر حتمي يجمع المركز( الجزائر العاصمة) بالشرق (قسنطينة) ولهذا السبب تكلف السكان المحليون بمهام الحراسة ومراقبة الموارد الاقتصادية على شكل إتاوات المرور.
- ويسيطر السكان المحليون على إقليم واسع يمتد غربا من وادي سيدي عيسى بنواحي أث منصور( ولاية البويرة حاليا) ويتوسع إلى غاية قرية فضالة (بلدية حرازة – ولاية برج بوعريريج) ويكون مع نهاية القرن الثامن عشر (18) الميلادي عرشا وفقا لتسمية الإدارة الاستطانية يتشكل من ثلاثة فروع وهي:
01)- أث سيدي إبراهيم (أولاد سيدي إبراهيم).
02)- أث وقاق (بني قاق).
03)- فضالة
يجسد التجمع السكاني لأولاد سيدي إبراهيم تصميما ومخططا واسعا يعكس طبيعة المجتمعات العضوية (Sociétés segmentaires) أي المجتمعات المتشكلة من عدة أجزاء وحلقات متصلة ومترابطة بين بعضها البعض والتي تتميز بالمقاومة الدائمة لكل شكل من أشكال سلطات الدولة المركزية وهو مجتمع قبلي شكا بعيدا عن نظم أطر الدولة المركزية الصفة أو السمة التي تجسدها تقريبا كل المجتمعات المغاربية والتي تتخذ من المعارضة الدائمة للدولة قاعدة للوجود والديمومة.
- إن تشكل المجموعات السكانية التي عرفتها منطقة القبائل الكبرى التي تعتبر المكان أو الحيز لاندماج وانصهار الوحدات الصغرى للمرابطين في دوائر وحلقات واسعة من السكان العلمانيين، فهنا بمنطقة سيدي إبراهيم تحدث خصوصية فريدة من نوعها ومعاكسة تماما أين تندمج الأقلية من السكان العلمانيين ضمن مجموعة كبيرة وواسعة من السكان المرابطين وبقيت الظاهرة على دوام واستمرار.
كما تتميز العلاقات التي بالسلطات التركية وتتراوح بين المفاوضات من أجل الحكم والمطالبة بالسلطة المستقلة إلى اعتماد ونهج الأسلوب والنمط العدائي للغزاة، إلى درجة إلزام جيوش الباي بدفع إتاوات المرور من بايلك الشرق (قسنطينة) باتجاه بايلك الوسط (الجزائر العاصمة) بمنطقة أبواب الحديد المذكورة والشهادات المعتمدة في هذا الجانب لا تدع مجالا للظن أو الريب أو الشك (انظر النص المرفق لمسافر فرنسي من الجزائر لتونس، عابرا لمنطقة أبواب الحديد).
حدد هذا العرش بالقرار المؤرخ في 1894/01/25م والمتضمن بتطبيق وتنفيذ مخطط مجلس الشيوخ -(Sénatus Consult) الواقع بالمنطقة على حدود الولايات : بجاية، البويرة وبرج بوعريريج وتتبع الأجزاء المشكلة للعرش من الناحية الإدارية ثلاثة (03) بلديات مختلطة.
- لم يسجل أي احتجاج أو حركة مضادة من قبل سكان المنطقة، أثناء رسم حدود المحيط المعترف به للعرش والمقام مؤقتا من قبل لجنة نوفمبر 1894م لكن من البديهي أن هذا التوزيع غير العادل والغريب عن العادات وتقاليد المنطقة والذي سيصنف سكانها لا محالة ويضعهم كامل العرش في خانة الأهالي Indigène)) ويساهم إلى أبعد الحدود في نسف الهوية المحلية وتدمير التماسك والنسيج الاجتماعيين المشكلين عبر عصور وحقب من الزمن.
كان أث سيدي إبراهيم سكان ثدارث يتبعون إداريا بلدية المهير المعروفة في السابق باسم مزيطة .
كما تشكلت منذ أكثر من قرن من الزمن مجموعة من القرى الصغيرة-Hameaux -بالصفة الأخرى للوادي (متشيك- أعرقوب- أمريج- توفيرت وتقاعس عيسى) وهي تابعة لتيقرين ثم بلدية بوجليل (ولاية بجاية).
والباقي المتكون من قرى صغيرة أيضا (أزرو أوقلال – الروضة) ألحقت بامشدالن .

## حدود العرش
يحد عرش أولاد سيدي إبراهيم من النواحي الشمالية والغربية عروش هم: أث منصور، أهل القصر وأغيل ناث عامر- السبخة (ولاية البويرة) ومن الجنوب: عروش جبايلية (بوقطن) مزيطة وأولاد اعلي ودوار حرازة. ومن الشرق: دوار تيقرين ودوار موقا( ولاية بجاية).

## التـــربة
تتميز المنطقة بتلالها الصغيرة وتربتها الحجرية المشقوقة بخطوط وأخاديد وتجاعيد، قليلة الأهمية من الناحية الزراعية، تكسو غابات الصنوبر الحلبي الثلثين (2/3) من مساحتها الإجمالية، تقل بها العيون المائية إلى درجة الندرة كما تجف معظم مجاريها ووديانها صيفا.
تعتبر الأمازيغية اللغة السائدة والمستعملة بصفة كلية وإجمالية لدى السكان Berbérophone)) الموزعين إلى ثلاثة (03) فروع منفصلة:
إحصائيات سنة: 1897م
الرقم الترتيبي اسم التجمع السكاني 	المساحة	عدد السكان 	ملاحظات
01.	سيدي إبراهيم.	7.708 هكتار.	978 ساكنا.	/
02.	بني وقاق.	12.120 هكتار.	1.173 ساكنا.	/
03.	فضالة.	أرقام المساحة وعدد السكان غير واردة في الأرشيف والمحفوظات.
إحصائيات سنة: 2014
الرقم الترتيبي	اسم التجمع السكاني	المساحة	عدد السكان	ملاحظات
01.	سيدي إبراهيم.	7.708 هكتار.	4000 ساكنا.	/

## أنشطة السكان
- يعيش سكان المنطقة اعتمادا على مجموعة من الأنشطة الفلاحية لا سيما زراعة الزيتون، تربية النحل وبعض المواشي ويمتلكون ثروة حيوانية قدرت ب: 8236 رأسا من الماشية من بينها 7.300 رأسا من الماعز وبلغ ما دفعه السكان قيمة: 9.313 فرنك، مع نهاية القرن، بالإضافة إلى زراعة الحبوب لسد بعض احتياجاتهم فقط.
وتبقى الحرفة الوحيدة التي يمارسونها بشكل واسع أيضا مبنية على صناعة القفف وبعض اللوازم من مادة الحلفاء إلى جانب حرفة الحياكة الممارسة من قبل النساء ويعتمد العدد الكبير من السكان، لكسب قوت عيشهم على الهجرة بنوعيها الخارجية والداخلية باتجاه المدن والمراكز الحضرية (برج بوعريريج، سطيف، قسنطينة، الجزائر العاصمة.....إلخ).
أما في عصرنا هذا فلم يبقى من هذه الأنشطــة سوى زراعــة الزيتون وتربيــة النحل؛ الأولى التي تبقى إلى يومنا هذا النشاط الرئيسي لدى سكان المنطقــة لكون المنطقة غنية بأشجار الزيتون ونوعية زيتونها المعروف ماخل وخارج المنطقة، أما الثانية فتبقى الثانوية لبعضهم إلا أنها معروفة بنوعيتها واهتمام فلاحيها بها جيدا. أما زوال الأنشطة الأخرى يعود إلى قساوة مناخ المنطقة ونوعية تربتها الحجرية ...إلخ.